# نیچ‌کوه
نیچ‌کوه، روستایی است از توابع بخش کجور شهرستان نوشهر در استان مازندران ایران. مردم نیچکوه از قومیت طبری هستند و به زبان طبری به گویش کجوری که به گویش مردم شهرستان نور و چالوس شباهت دارد صحبت می‌کنند.
روستای نیچکوه یکی از زیباترین روستاهای بخش کجور شهرستان نوشهر است که از شمال به جنگل ترمَک و لیمن کوه (مرز روستای گیل کلا یکی از روستاهای بخش کجور) از جنوب به گردونه تاریک نو (مرز روستای میناک یکی از روستاهای بخش ییلاقی نور) از شرق به کوه دردنگ و دایجک و از مغرب به اس.پی. او (سپید آب) ختم می‌شود.

## صنایع دستی
نمد مالی یکی از معروفترین صنایع این روستا می‌باشد. چندین کارگاه نمد مالی نیز در این روستا وجود دارد. از دیگر صنایع این روستا بافت جوراب‌های پشمی، چادر شب، جاجیم و پالان‌دوزی می‌باشد.

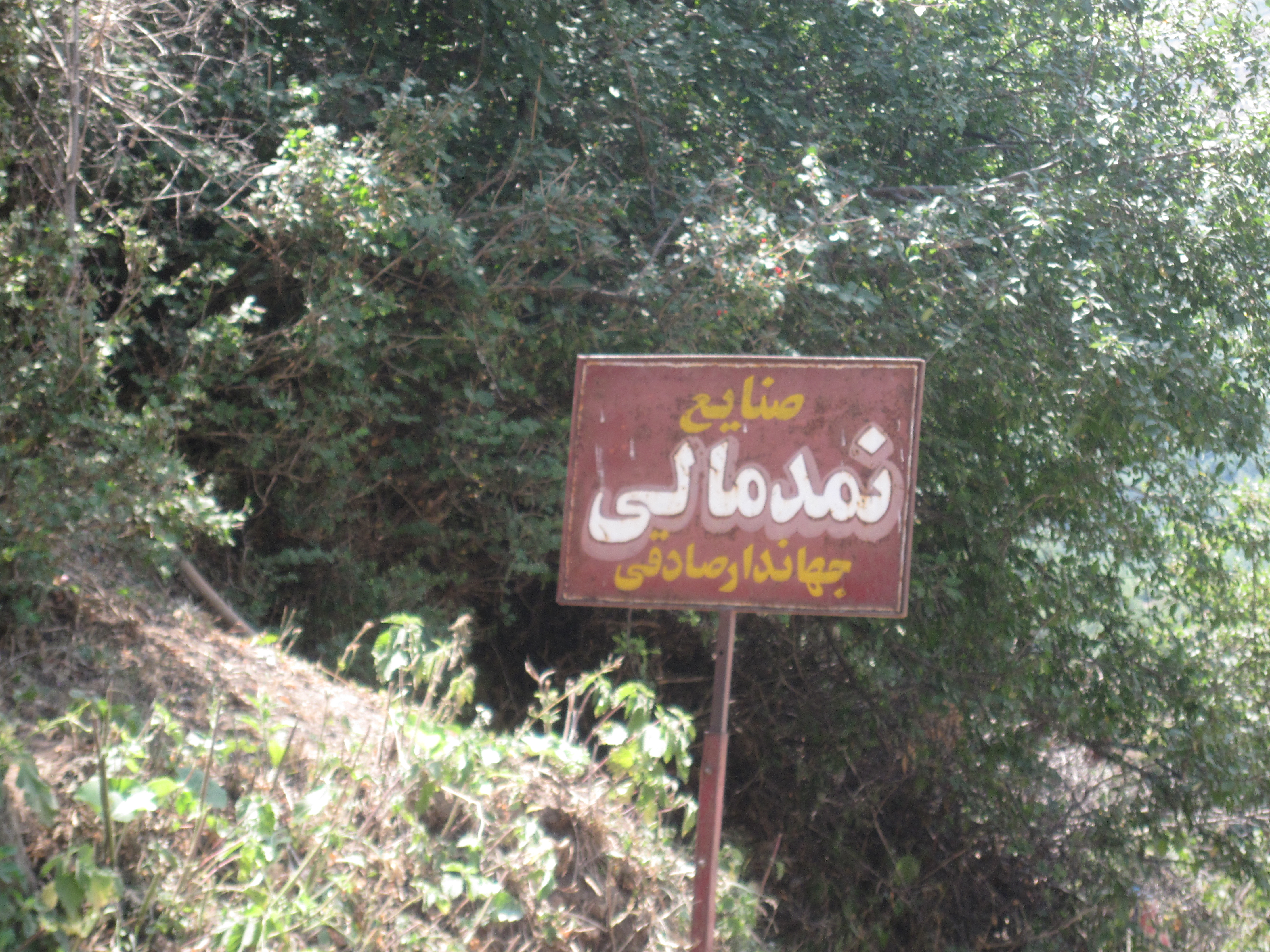
کارگاه نمدمالی نیچکوه

## جمعیت
این روستا در دهستان زانوس‌رستاق قرار دارد و براساس سرشماری مرکز آمار ایران در سال ۱۳۸۵، جمعیت آن ۳۸۹ نفر (۱۰۹خانوار) بوده است. مردم نیچ‌کوه از قومیت طبری هستند و به زبان طبری به گویش کجوری که به گویش مردم شهرستان نور و چالوس شباهت دارد صحبت می‌کنند. طایفه لهراسبی از طوایف طبری نیچ‌کوه می‌باشد.

## تاریخچه

### دوران باستان

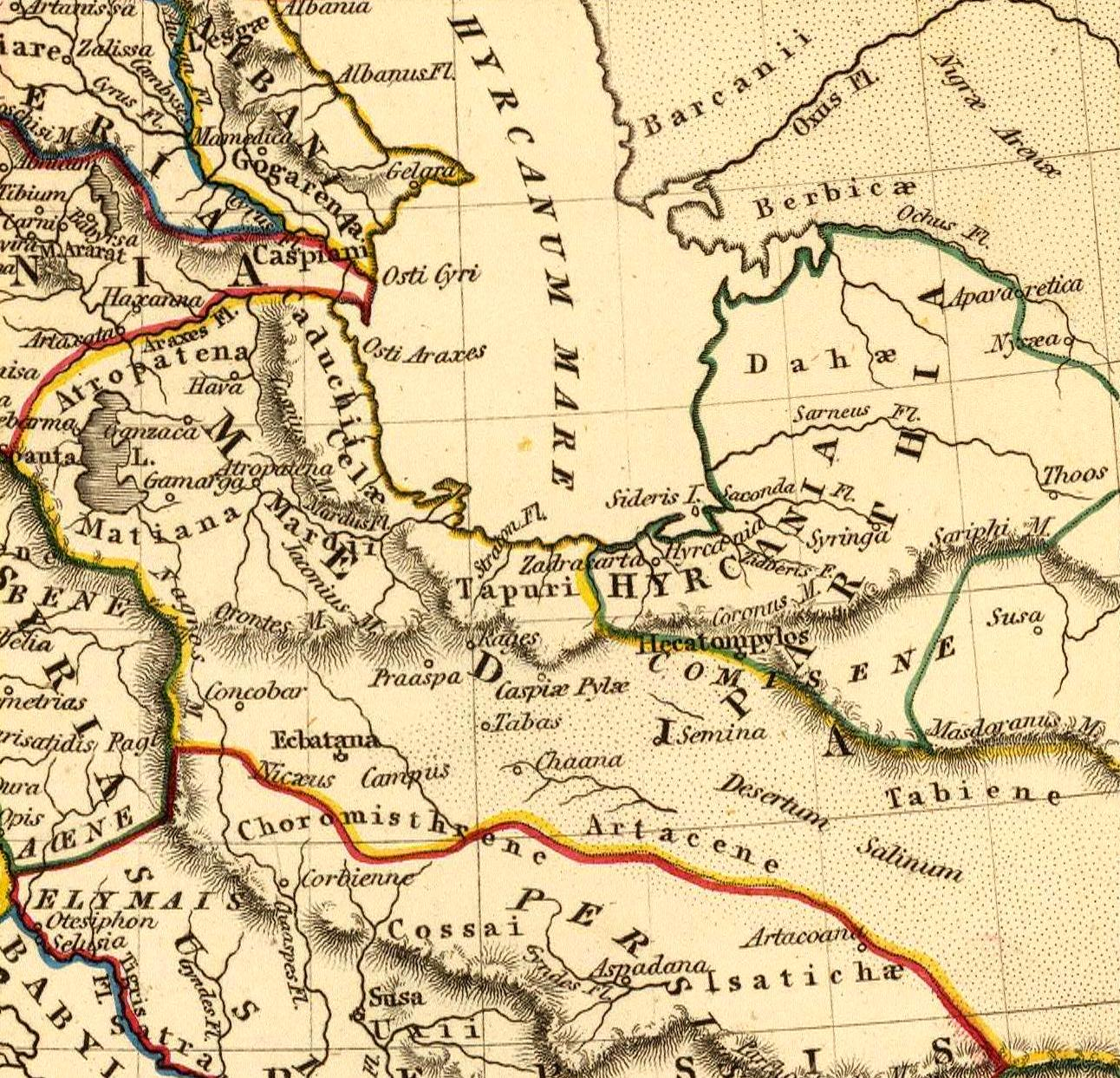
موقعیت تپورها در قرن دوم قبل از میلاد، از شرق سپیدرود تا اسرم هیرکانیا

استان مازندران پیش از اسلام تپورستان (به پهلوی: ) نامیده می‌شد که برگرفته از نام قوم تپوری (به یونانی: Τάπυροι) می‌باشد که پس از اسلام قوم طبری نام گرفتند و سرزمینشان طبرستان نامیده شد. تپورستان در اصل ناحیه‌ای در غرب مازندران و شرق گیلان بود و این ناحیه به کل مازندران گفته می‌شد.
به گفته واسیلی بارتلد تپوری‌ها در قسمت جنوب شرقی ولایت سکونت داشتند و در قید اطاعت هخامنشیان درآمده بودند و آماردها مغلوب اسکندر مقدونی شدند و اشکانیان در قرن دوم ق. م آنها را در حوالی ری سکونت دادند و اراضی سابق آماردها به تصرف تپوری‌ها درآمد و بطلمیوس در شرح دیلم یعنی قسمت شرقی گیلان در ساحل بحر خزر فقط از تپوری‌ها نام می‌برد. به گفته مجتبی مینوی قوم آمارد و قوم تپوری در سرزمین مازندران می‌زیستند و تپوری‌ها در ناحیه کوهستانی مازندران و آماردها در ناحیه جلگه‌ای مازندران سکونت داشتند. در سال ۱۷۶ ق. م فرهاد اول اشکانی قوم آمارد را به ناحیه خوار کوچاند و تپوری‌ها تمام ناحیه مازندران را فرو گرفتند و تمام ولایت به اسم ایشان تپورستان نامیده شد. شهرهای آمل، چالوس، کلار، سعیدآباد و رویان جزئی از سرزمین قوم تپوری بودند. سرزمین لنگا و تنکابن بخشی از سرزمین دو قوم تپوری و آمارد بود.

### رویان طبرستان

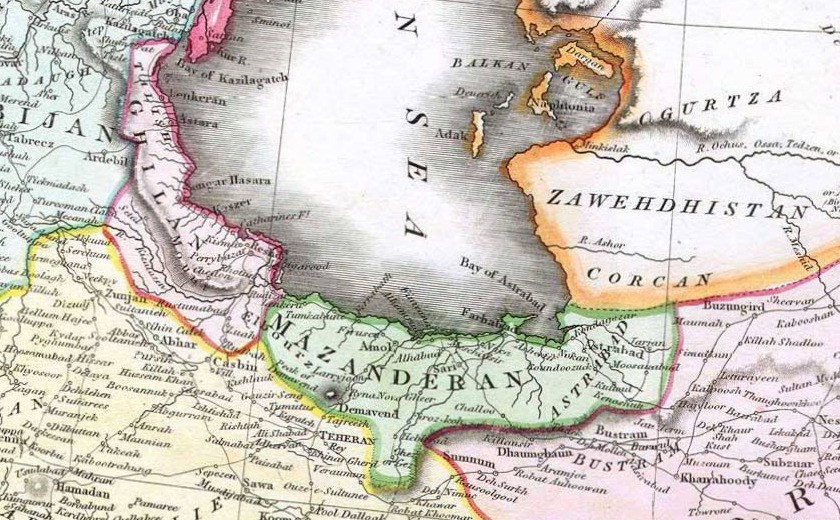
نقشه قدیم مازندران ۱۸۱۴ میلادی

شهرستان نوشهر و منطقه کجور که نیچکوه نیز بخشی از آن است در گذشته بخشی از رویان محسوب می‌شد. از رویان به عنوان یکی از شهرها و نواحی طبرستان یاد شده است. شهرهای آمل، چالوس، کلار، سعیدآباد و رویان جزئی از سرزمین قوم تپوری بودند. مازندران بخشی از تپورستان است و شهرهای آمل، ساری، کجور و کلاردشت از مراکز تاریخی طبرستان محسوب می‌شدند. رویان به سرزمینی آباد در غرب مازندران گفته می‌شد که شامل بخش‌های کجور، کلارستاق، لنگا، تنکا، سختسر، هوسم، الموت، طالقان، لورا، ارنگه، رودبار قصران و لارقصران می‌شد. رویان از شهرهای قدیم و تاریخی و بومی خطه طبرستان بوده است. بطوریکه بزرگ‌ترین شهر طبرستان در دشت آمل و بزرگ‌ترین شهر طبرستان در کوهستان رویان بوده است. رویان در اوایل قرن هفتم با عنوان استندار یا استنداران و سپس رستمدار خوانده شده است؛ که حدود رستمدار کاملاً قابل انطباق با حدود خاک رویان بوده و شهر قدیم کجور (به فاصله سه کیلومتری از شهر جدید کجور و در دامن کوه) از شهرهای معظم آن بوده است. یاقوت حموی، رویان را کرسی منطقه کوهستانی طبرستان و آمل را کرسی منطقه جلگه ای و اراضی پست ساحلی یاد کرده و قید نموده که در رویان ساختمان‌های خوب و باغستان‌های پر میوه وجود داشته و نزدیک رویان (یا کلار) شهر سعید آباد واقع است. ابن فقیه همدانی، رویان از کوره‌های طبرستان است و از شهرهای رویان: چالوس، لارز، شرز و بذشوارجر است.در کتاب حدود العالم من المشرق الی المغرب که به سال ۳۷۲ قمری تألیف شده است چنین آمده که قسمتی از طبرستان سلطانی جداگانه به نام «استندار» داشت و شهرهای ناتل و چالوس و روذان(= رویان) و کلار جزء این قسمت بود. عبدالمومن که کتاب مراسد الاطلاع خود را در سال ۷۰۰ قمری می‌نوشت پس از ضبط اعراب کلمه می‌نویسد این نام بر شهر و کوره وسیعی از خاک طبرستان گفته می‌شود. این شهر بزرگ‌ترین شهر کوهستانی طبرستان است و حدود خاک آن به کوه‌های ری می‌رسد.

### موقعیت رویان در طبرستان
از رویان به عنوان یکی از شهرها و نواحی طبرستان یاد شده است.
ابن رسته مورخ قرن سوم، طبرستان از جانب مشرق به گرگان و قومس و از طرف مغرب به دیلم و از طرف شمال به دریا و از طرف جنوب به به بعضی از نواحی قومس و ری محدود می‌شود. به گفته ابن رسته مراکز و بخش‌های طبرستان چهارده تا است و خورهٔ آمل که کرسی و مرکز آن ناحیت است و شهرهایش عبارتند از: ساری و اسرم و مامطیر و تُرنجه و روُبست و میله و مرارکدیه (کدح) و مِهروان و طَمیس و تَمار و ناتل و شالوس (چالوس) و رویان و کلار.
اصطخری می‌نویسد: آمل، ناتل، سالوس (چالوس)، کلار، رویان، میله، برجی، چشمهٔ‌الهم، ممطیر، ساری، اسرم، مهروان، لمراسک و تمیشه در شمار طبرستان است.
ابن حوقل در وصف طبرستان می‌نویسد: بزرگ‌ترین شهر طبرستان شهر آمل و در زمان ما حاکم نشین آنجاست. از پلور تا آمل یک منزل است و از آمل به شهر میله دو فرسخ و از میله تا تریجی دو فرسخ و از تریجی به اسرم ساری یک منزل و از اسرم ساری تا استرآباد چهار منزل و از استرآباد تا گرگان دو منزل راه است و از آمل تا ناتل یک منزل و از ناتل تا چالوس یک منزل و به سمت دریا تا عین الهم یک منزل است. ابن حوقل می‌نویسد: شهرهای آمل، شالوس (چالوس)، کلار، رویان، میله، تریجی، عین الهم، مامطیر، ساریه و اسرم، طمیسه جز ولایت طبرستان است.
مقدسی نیز در احسن التقاسیم فی معرفة الاقالیم «جرجان، طبرستان، دیلمان و جیلان» را در اقلیم پنجم عالم معرفی کرده است. مقدسی همچنین طبرستان را دارای کوه‌های بسیار و باران فراوان، وصف کرده و آمل را مرکز طبرستان و چالوس، مامَطیر، تُرنجَه، ساریه، اسرم، تمیشه و… را از شهرهای طبرستان دانسته است.
به نقل از حدود العالم تمیشه، لمراسک، ساری، اسرم، مامطیر، تریجی، میله، آمل، الهم، ناتل، رودان، چالوس و کلار در شمار طبرستان هستند. به گزارش مؤلف حدود العالم ناتل، رودان، چالوس و کلار شهرک هایی‌اند اندر کوه و شکستگی‌ها و این ناحیتی است هم از طبرستان و لکن پادشاهی دیگر است و پادشاه آن استندار خوانند.
ابوالقاسم بن احمد جیهانی در کتاب اشکال‌العالم می‌نویسد: از شهرهای طبرستان: آمل، ناتل، سالوس (چالوس)، کلارودان، عین‌الهم، مامطیر، ساری، اسرم، تمیشه، استرآباد، جرجان، آبسکون و دهستان است. راه آمل به دیلم، آمل تا ناتل از آنجا تا سالوس و از آنجا تا کلار و از آنجا تا دیلم است. رابینو می‌نویسد: وسعت دیلم تا بیش از یک منزلی مغرب ناحیه کلار طبرستان نبوده است. حمزه اصفهانی مورخ قرن سوم در کتاب سنی ملوک الارض و الانبیا می‌نویسد: طبرستان دارای کوره‌های بسیار بود که یکی از آنها سرزمین دیلم است و ایرانیان دیلمیان را اکراد طبرستان می‌نامیدند چنان‌که عربان مردم عراق را اکراد سورستان می‌خواندند.
ابن اسفندیار طبرستان را از شرق تا غرب، محدود به دینارجاری تا ملاط دانسته، که معادل تقریبی جرجان و رودسر کنونی هستند. ابن اسفندیار در کتاب تاریخ طبرستان از شهرهای طبرستان که دارای جامع و مصلی بودند چنین نام می‌برد: به هامون آمل، ساری، اسرم، مامطیر، رودبست، تریجه، میله، مهروان، اهلم، پای‌دشت، ناتل، کنو، شالوس (چالوس)، بیخوری، لمراسک، طمیش و به کوهستان کلار، رویان، نمار، کجویه، ویمه، شلنبه، وفاد، الجمه، شارمام، لارجان، امیدوارکوه، پریم و هزارگری.
ظهیرالدین مرعشی در کتاب تاریخ طبرستان و رویان و مازندران می‌نویسد: حد طبرستان از طرف شرقی دیناره‌جاری و از طرف غربی ملاط که آن قریه شهر هوسم که اکنون به فرضه روده‌سر اشتهارد دارد. حد مازندران از طرف شرقی بیشه انجدان می‌باشد و از طرف غربی ملاط می‌باشد. حد گرگان حالیا که به استرآباد مشهور است و اصلاً دهستان می‌گفتند شرقی دیناره جاری است که حد شرقی تمام طبرستان است و غربی انجدان که حد شرقی مازندران است. به گفتهٔ ظهیرالدین مرعشی مازندران بخشی از طبرستان است و سرزمین طبرستان، گرگان و مازندران هر دو را در بر می‌گرفت.